# Tương Nam Đàn
Tương Nam Đàn là một loại tương truyền thống của huyện Nam Đàn, tỉnh Nghệ An. Tương Nam Đàn là một loại nước chấm, nước chan được làm từ hạt đậu nành và xôi nếp ủ mốc dùng trong sinh hoạt ăn uống giống như các loại mắm (nước mắm) ở miền Nam như: mắm cái, mắm nêm, mắm ruốc ... và các loại tương ở miền Bắc như: Tương Bần (Bần Yên Nhân - Hưng Yên), Tương Cự Đà (Thanh Oai – Hà Nội)...